# Materia organiczna w glebie
Materia organiczna w glebie – organiczna część gleby składająca się z resztek roślinnych i zwierzęcych (w różnym stadium rozkładu), humusu glebowego (kwasów humusowych i humin) oraz organicznych produktów działalności życiowej organizmów glebowych, tzw. nieswoistych substancji organicznych. Co do zasady zazwyczaj do glebowej materii organicznej nie zalicza się żywych organizmów, lecz w praktyce nigdy nie da się ich całkowicie wydzielić.
W terminologii i podziale glebowej materii organicznej panuje pewien chaos pojęciowy. Różni autorzy używają różnych nazw i nieraz nieco inaczej je definiują. W literaturze oprócz pojęcia glebowa materia organiczna w podobnym znaczeniu występują np. glebowe substancje organiczne, glebowy materiał organiczny, glebowe związki organiczne, a także w węższym znaczeniu substancje humusowe, związki humusowe, związki próchniczne, glebowe substancje próchniczne itp.

## Podział glebowej materii organicznej
Na glebową materię organiczną (materię organiczną gleb) składają się: 
- nieswoiste (niespecyficzne) substancje organiczne (próchniczne) – są to związki o zdefiniowanej strukturze, identyczne jak występujące w żywych organizmach (gł: bakteriiach, grzybach, promieniowcach, mezofaunie glebowej) i produkty ich metabolizmu: białka, aminokwasy, węglowodany, lignina, tłuszcze, woski, alkohole, kwasy alifatyczne, enzymy, garbniki itp. Stanowią one ok. 10-15% glebowej materii organicznej;
- świeże oraz znajdujące się w różnym stadium rozkładu resztki roślinne i zwierzęce (prehumus) – posiadają widoczne jeszcze ślady pierwotnych struktur komórkowych i tkankowych;
- swoiste (właściwe) substancje próchniczne (organiczne, humusowe) – humus glebowy – są to ciemne, bezpostaciowe, polidysperyjne i poligenetyczne produkty zaawansowanego przetworzenia (humifikacji) szczątków roślinnych, mikrobiologicznych i zwierzęcych oraz ich połączenia z mineralnymi komponentami gleby. Są to wysokocząsteczkowe związki które można wyekstrahować 0,1 M roztworem NaOH. Dzieli się je na kwasy fulwowe, kwasy huminowe i huminy.
- niektórzy badacze do materii organicznej gleb zaliczają również żywe organizmy i ich części żyjące w glebie (biomasę, edafon) - wtedy całość martwej materii organicznej jest definiowana jako substancja organiczna gleby[1][2].

### Próchnica (humus)
Podobnie, jak w przypadku materii organicznej gleb, pojęcia próchnica i humus są różnie definiowane przez różnych autorów. Jednakże wiele osób traktuje je jako synonimy i potocznie, zazwyczaj używa się tych pojęć zamiennie.
Dziadowiec, powołując się na poglądy prof. Zbigniewa Prusinkiewicza, próchnicą nazywają prehumus (nierozłożone szczątki organiczne) oraz humus glebowy (swoiste substancje organiczne). Nie zalicza do niej nieswoistych substancji organicznych.
Gonet i in. traktują próchnicę i humus za synonimy i uważają, że jest to część materii organicznej bez widocznej struktury tkanek, a zatem składająca się ze swoistych substancji próchnicznych (czyli kwasów próchnicznych i humin) oraz z próchnicznych substancji nieswoistych (białek, aminokwasów itp.).

## Przemiany materii organicznej w glebie
Materia organiczna w glebie podlegająca procesom mineralizacji i humifikacji.
W glebach mineralnych użytkowanych rolniczo próchnica stanowi 80-90% całej substancji organicznej gleby.

## Typy materii organicznej w glebach leśnych
Inaczej nazywane jako typy próchnic leśnych.
To drugie określenie występuje w klasyfikacji gleb leśnych Polski oraz w starszych wydaniach systematyki gleb Polski.
Leśną materią organiczną (próchnicą leśną) jest nazywana nagromadzona w glebie leśnej substancja organiczna pochodząca głównie z obumarłych szczątków roślin, w mniejszym stopniu też ze zwierząt, w różnym stopniu rozdrobnienia i naturalnego przetworzenia.
W glebach leśnych, w zależności od warunków troficznych siedliska oraz od rozmieszczenia różnego rodzaju materiału organicznego w profilu glebowym wyróżnia się 3 główne typy morfologiczne materii organicznej (próchnicy leśnej): mull, moder, mor oraz 2 typy przejściowe: moder-mull i moder-mor.
- Mull — typ leśnej materii organicznej (próchnicy leśnej), który powstaje w glebach siedlisk eutroficznych, najczęściej pod wielogatunkowymi lasami liściastymi. Znaczna aktywność biologiczna powoduje, że okresowo występujący, poziom surowinowy Ol ulega szybkiemu rozkładowi, a powstaje dobrze rozwinięty poziom próchniczny - A. Poziom ten jest zasobny w próchnicę i kompleksy organiczno-mineralne, zazwyczaj zawiera 2-3% próchnicy, stosunek atomów węgla do azotu C/N wynoszący 10/1—15/1, lekko kwaśny odczyn pHKCl 4,0-5,0 oraz kompleks sorpcyjny wysycony powyżej 40% kationami zasadowymi. Układ poziomów glebowych: Ol-A.

- Moder — typ leśnej materii organicznej (próchnicy leśnej), który powstaje w glebach siedlisk mezotroficznych pod jedno-, wielogatunkowymi lasami liściastymi lub liściasto-iglastymi (możliwe jest też powstanie pod lasami liściastymi siedlisk eutroficznych z niekorzystnymi zmianami składu gatunkowego). Średnie tempo rozkładu materii organicznej powoduje, że poziom organiczny dzieli się na dwa podpoziomy: surowinowy (Ol) i detrytusowy (Ofh). Mają one kwaśny odczyn (pHKCl 3,5-5,0) i stosunek atomów węgla do azotu C/N wynoszący 15/1—30/1. Pod nimi występuje 10–15 cm poziom próchniczny. Poziom ten zazwyczaj zawiera 1-2% próchnicy, stosunek atomów węgla do azotu C/N wynoszący 15/1—20/1, kwaśny odczyn (pHKCl 4,0-5,0) oraz kompleks sorpcyjny wysycony kationami zasadowymi pomiędzy 10 a 40%. Układ poziomów glebowych: Ol-Ofh-A.

- Mor — typ leśnej materii organicznej (próchnicy leśnej), który powstaje w glebach siedlisk oligotroficznych pod lasami iglastymi (możliwe jest też powstanie pod zmienionymi przez gospodarkę leśną siedliskami mezotroficznymi). Powolne tempo rozkładu materii organicznej powoduje powstawanie grubego (miąższego) poziomu organicznego, który dzieli się na trzy podpoziomy: surowinowy (Ol), butwinowy (Of) i epihumusowy (Oh). Podpoziom butwinowy stanowi ponad połowę miąższości poziomu organicznego. Mają one kwaśny lub silnie kwaśny odczyn (pHKCl 3,0-4,0) i stosunek atomów węgla do azotu C/N wynoszący 30/1—40/1. Poniżej poziomu organicznego leży poziom eluwialny (Es) lub eluwaialno-próchniczny (AEs). Poziom ten zazwyczaj zawiera 0,5-1% materii organicznej, przede wszystkim namytej z poziomu organicznego, stosunek atomów węgla do azotu C/N wynoszący 30/1—40/1, bardzo kwaśny odczyn (pHKCl 2,5-3,5) oraz kompleks sorpcyjny wysycony kationami zasadowymi poniżej 10%. Układ poziomów glebowych: Ol-Of-Oh-AEs lub Ol-Of-Oh-Ees[3]

Leśna materia organiczna typu mull występuje głównie na czarnoziemach, glebach brunatnych, płowych, glejowych i madach), typu moder - głównie na glebach rdzawych i uboższych glebach brunatnych i płowych, typu mor - głównie na bielicach, glebach bielicowych i glebach rdzawych z cechami bielicowania.
| Typ   | Poziomy                        | Odczyn                                | C:N   | V%          | Typy gleb                 | Trofizm gleb                                                                      | Siedlisko                     |
| ----- | ------------------------------ | ------------------------------------- | ----- | ----------- | ------------------------- | --------------------------------------------------------------------------------- | ----------------------------- |
| mull  | Ol-A                           | słabo kwaśny; pHKCl 5,5-6,5           | 10-15 | powyżej 40% | gleby brunatne            | eutroficzne o dużej aktywności biologicznej                                       | wielogatunkowe lasy liściaste |
| moder | Ol-Ofh-A                       | kwaśny; pHKCl 4,5-5,5                 | 15-20 | 10-40%      | gleby rdzawe              | mezotroficzne i eutroficzne o niekorzystnym składzie gatunkowym drzewostanu       | lasy liściaste i mieszane     |
| mor   | Ol-Of-Oh-Ees lub Ol-Of-Oh-AEes | kwaśny i silnie kwaśny; pHKCl 3,5-5,5 | 30-40 | poniżej 10% | gleby bielicowe i bielice | oligotroficzne i zniekształcone gleby mezotroficzne (niska aktywność biologiczna) | bory (lasy iglaste)           |

V% – wysycenie kompleksu sorpcyjnego kationami o charakterze zasadowym; C:N – stosunek atomów węgla do azotu; Ol – podpoziom surowinowy; Of – podpoziom butwinowy; Ofh – podpoziom detrytusowy; Oh – podpoziom epihumusowy
Podpoziomy poziomu organicznego w glebach leśnych:
- Poziom surowinowy, Ol — mało zmieniony przez organizmy glebowe opad roślinny, barwy brunatnej lub brunatnoszarej, związany z podłożem głównie strzępkami grzybni. Występuje z reguły w postaci cienkiej warstwy w górnej części gleby zbudowanej z materiału roślinnego o jeszcze stosunkowo łatwo możliwym do rozpoznania pochodzeniu i jedynie niewielkiej domieszki materiału mineralnego. Ściółka leśna różni się os poziomu surowinowego tym, że nie jest jeszcze w ogóle zmieniona przez organizmy glebowe i związana z podłożem.
- Poziom detrytusowy, Ofh' — rozdrobnione, ciemnobrunatne resztki roślinne o wyglądzie tytoniu fajkowego, zwykle, kilkucentymetrowej miąższości. Poziom składa się rozdrobnionych i przebarwionych, lecz o możliwej do rozpoznania strukturze, tkanek roślinnych, często ze znaczną domieszką materiału  mineralnego i niewielką ilością bezpostaciowej próchnicy.
- Poziom butwinowy, Of — w znacznym stopniu przetworzone resztki roślinne zwierzęce o strukturze tkankowej rozpoznawalnej pod mikroskopem i niewielkiej domieszce części mineralnych i dobrze zhumifikowanej substancji organicznej. Poziom miąższości od kilku do kilkunastu centymetrów jest poprzerastany grzybnią i drobnymi korzonkami, tak że przypomina wojłok, który oddziela się od części mineralnej gleby całymi płatami. W zależności od warunków może przybrać różną formę: butwiny włóknistej, mazistej, rozdrobnionej etc.
- Poziom epihumusowy, Oh — głównie bezpostaciowa, dobrze zhumifikowana materia organiczna o czarnej lub ciemnobrunatnej barwie. Poziom leży bezpośrednio nad mineralną częścią gleby, ma zwykle kilka centymetrów miąższości i nieraz znaczną domieszkę części mineralnych[5].

W ekosystemach leśnych glebowa materia organiczna pochodzi przede wszystkim z nadziemnego opadu roślinnego z drzew i krzewów, czyli z igieł, liści, gałęzi, szyszek i owoców. W lasach strefy umiarkowanej wynosi on 2,5-6,0 Mg/ha. Jedynie kilka procent materii organicznej w lasach pochodzi z runa leśnego i podziemnych części roślin.
Zasoby leśnej materii organicznej w glebie brunatnej z materią organiczną typu mull mogą wynosić 31-76 Mg/ha, w glebie płowej z materią organiczną typu mull - 26-51 Mg/ha, w glebie rdzawej z materią organiczna typu moder - 57-121 Mg/ha, w glebie bielicowej z materia organiczna typu mor - 71-138 Mg/ha.